# Ivan Prokofiev
Ivan Prokofiev était un sculpteur russe à Saint-Pétersbourg.

## Biographie
Prokofiev est formé à l’Académie russe des Beaux-Arts à Saint-Pétersbourg entre 1764 -1779, puis à Paris entre 1779-1784.